# Iacobeni, Sibiu
Iacobeni là một xã thuộc hạt Sibiu, România. Dân số thời điểm năm 2002 là 2693 người.